# Runovići
Runovići su općina u Hrvatskoj, u Splitsko-dalmatinskoj županiji.

## Općinska naselja
Tri naselja pripadaju općini (stanje 2006.), to su: Podosoje, Runović i Slivno.

## Zemljopis
Runovići su smješteni u zaleđu mitske planine Biokovo, koja se strmo izdiže iznad Jadranskog mora, nadaleko nadvisujući Makarsko primorje, Zagoru i Hercegovinu.
Runovićki zaseoci nanizani su duž južnog ruba Imotskog polja. Ispred sela vijuga rijeka Vrljika koja nestaje u ponoru na dnu polja, da bi u Tihaljini izbila iz brda, vodopadom se sručila u dolinu i s novim imenom nastavila svoj tok prema Neretvi. Runoviće obilježava sredozemna klima. Zime su kišne i blage, a ljeta vruća.

## Stanovništvo
| broj stanovnika | 2087  | 3073  | 2988  | 3482  | 4207  | 5134  | 5130  | 4229  | 4531  | 4764  | 4603  | 4638  | 3718  | 3497  | 2643  | 2416  | 1968  |
|                 | 1857. | 1869. | 1880. | 1890. | 1900. | 1910. | 1921. | 1931. | 1948. | 1953. | 1961. | 1971. | 1981. | 1991. | 2001. | 2011. | 2021. |

### Popis 2011.
Prema popisu stanovništva iz 2011. godine, Općina Runovići ima 2416 stanovnika. Većina stanovništva su Hrvati s 99,71 %, a po vjerskom opredijeljenju većinu od 99,54 % čine pripadnici katoličke vjere.
Općina Runovići ima ukupno 2416 stanovnika u 3 naselja. U naselju Runović živi 2024 stanovnik, u Slivnu 352, a u Podosoju živi 40 stanovnika.

## Uprava
Općinsko vijeće Runovića ima jedanaest članova, a Poglavarstvo tri člana. Načelnik općine je Mario Repušić (NL), donačelnik Mate Jerković (NL) a pročelnik Jedinstvenog upravnog odjela Borislav Alerić.

## Povijest
Runovići imaju dugu i burnu povijest. U rimsko doba ovdje je bilo naselje Novae, negdje na pola puta između Salone i Narone. Za ratova u 17. stoljeću između Turske i Venecije stanovništvo se razbježalo, najviše u primorje, da bi se u 18. stoljeću, pod vlašću Venecije, a potom Austrije, doselilo i umnožilo. U to doba oskudno se živjelo od žita i sitne stoke, a često je harala glad. Pred kraj 19. i u 20. stoljeću sadi se duhan i uzgaja loza. Te kulture, uz kukuruz, donedavno su bile osnova života. No to nije bilo dovoljno, pa se odlazilo na sezonske radove u Hercegovinu, na školje, u Slavoniju.
Masovnije migracije u prekomorske zemlje, najviše u Ameriku, počele su uoči prvog svjetskog rata, da bi se kasnije nastavile u nekoliko valova. Najdalekosežnije posljedice ostavila je migracija šezdesetih i sedamdesetih godina 20. stoljeća, kada su ljudi iz Runovića, kao i iz drugih naših krajeva, krenuli na rad u Zapadnu Europu, najviše u Njemačku. Zahvaljujući zaradama tih migranata-gastarbeitera, kako su ih popularno nazivali, osjetno se poboljšao standard i izmijenio način života u selu.
Runovićani su mahom sudjelovali u Domovinskom ratu 1991. – 1995. godine, a 11 mladih ljudi dalo je svoje živote za slobodnu Hrvatsku.
Prema popisu 2001. godine selo je imalo 2023 žitelja, što je znatno manje nego 1971. godine kada ih je bilo 2598. Ljudi je sve manje zato što su mnogi iselili u inozemstvo i u druge krajeve Hrvatske, najviše u Zagreb, Split i Osijek. Od pedesetih godina migraciju je pospješivalo masovno školovanje, o čemu svjedoči podatak da je preko 300 Runovićana završilo fakultete i više škole.
Najstarija, u život sela duboko ukorijenjena, kulturna i duhovna institucija je crkva Gospe od Karmela, sagrađena 1869. godine, sto dvadeset godina nakon što je utemeljena runovićka župa. Osnovna je škola otvorena tek 1937. godine, a nova moderna školska zgrada sa sportskom dvoranom sagrađena je nedaleko crkve podno brežuljka Kamenje. Stari kameni mostovi natkriljuju rijeku Vrljiku i njenu pritoku Jarugu, na kojima više nema nekadašnjih živopisnih i bučnih mlinica.
Runovićani su ponosni na svoj nogometni klub "Mračaj", iz kojeg je poniklo nekoliko ponajboljih hrvatskih nogometaša. Raritet i posebnost Mračaja je tri kapetana reprezentacije koji su u njemu stasali (Buljan, Gudelj i Boban). Posljednjih godina zapažene uspjehe postiže kajakaški klub koji je postao okupljalište mladih sportaša.
Danas su Runovići urbanizirano naselje u lijepom prirodnom ambijentu, leđima naslonjeno na Mračaj i njegove obronke, a licem okrenuto polju. Nažalost, zbog iseljavanja i devitalizacije stanovništva, prirodni su resursi Runovića slabo iskorišteni. Poduzetni i vrijedni Runovićani raselili su se na sve strane svijeta, više ih je drugdje nego u selu. Ipak, mnogi se često vraćaju, obično za ljeta i blagdana, a ima i onih koji u Runovićima žele sabrati svoj život, vratiti se iskonu.
Budućnost Runovića u rukama je mladih ljudi koji će tamo ostati i graditi svoj život. Svi oni koji su otišli trebaju ih poduprijeti, a to će najbolje činiti održavajući vezu s rodnim selom, pomažući njegov razvoj i čuvajući kolektivni runovićki duh.

## Gospodarstvo
Gospodarstvo nije dosta razvijeno, većina ljudi se bavi poljoprivredom. Mnogima to nije jedina djelatnost. Mladi u potrazi za poslom napuštaju Runović, što općina pokušava spriječiti davanjem raznih poticaja.
Veliku ulogu u gospodarstvu ima vinarija Imota kojoj većina ljudi iz Runovića predaje svoje dosta kvalitetno grožđe. U Runoviću je i pršutana Mijukić prom koja je dobila nagradu za najbolji pršut u Dalmaciji.
Obližnje brdo Mračaj se koristi za govedarstvo, a i za seoski turizam, no nije do kraja iskorišteno.

## Poznate osobe
- Danijel Alerić, hrvatski jezikoslovac
- Marko Babić, hrvatski franjevac, svećenik, teolog
- Mate Babić, hrvatski ekonomist, prvi potpredsjednik Vlade RH
- Ivan Buljan, hrvatski nogometaš
- Ratko Buljan, hrvatski glumac
- Kristijan Jakić, hrvatski nogometaš
- Petar Lubina, hrvatski franjevac, svećenik, mariolog
- Ante Puljić, profesor na Ekonomskom fakutetu u Zagrebu

## Spomenici i znamenitosti
- spomenik Franji Tuđmanu – izradio Akademski slikar i kipar Ante Ljubičić
- spomenik sv. Mihovila
- spomenik blaženom kardinalu Alojziju Stepincu
- Veliki pano – Tri kapetana reprezentacije

## Šport
- Mračaj, nogometni klub
- Mračaj, kajak i kanu klub

## Vanjske poveznice
- Službena stranica Općine Runovići